# Пам'ятник Ендрю Джексону (Вашингтон)
«Ендрю Джексон» (англ. Andrew Jackson) — кінна статуя 1852 року, американського скульптора Кларка Міллса, присвячена президенту США Ендрю Джексону і встановлена в центрі Лафаєт-скверу у Вашингтоні — столиці США.

## Шлях Джексона

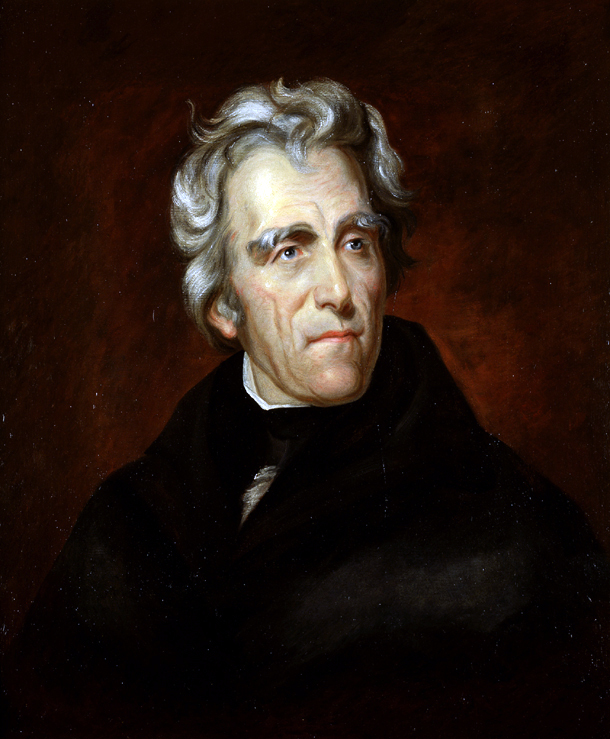
Портрет Ендрю Джексона праці Томаса Саллі.

Ендрю Джексон (1767—1845 рр.) народився у пресвітеріанській сім'ї шотландсько-ірландських іммігрантів у Північній Кароліні, на кордоні з Південною Кароліною. Під час американської революції служив кур'єром у місцевій поліції. Проте незабаром він разом із братом був захоплений у полон та ув'язнений у в'язницю Британської армії. Коли Джексон відмовився чистити чоботи британського офіцера, той вдарив його по голові шаблею. Цей удар залишив на обличчі підлітка  шрам, а на все життя — сильну ненависть до англійців. Після короткого юридичного навчання у Солсбері, 1787 року Е. Джексон переїхав до кордону з Теннессі. Він швидко став успішним адвокатом.  Недалеко від Нашвілла він побудував плантацію під назвою «Ермітаж». Після того як Теннессі став штатом Союзу 1796 року, Джексон був обраний представником від штату в Конгресі.  1797 року він став сенатором, а 1798 року обраний суддею Верховного суді Теннессі. Військова кар'єра Джексона почалася 1791 року, коли він приєднався до ополчення округу Девідсон. Він був популярний серед своїх товаришів по службі. 1802 року йому було присвоєно звання генерал-майора. Коли індіанці племені крик стали чинити опір розселенню білих на території, яка згодом стала штатом Алабама, убивши 1813 року понад чотириста американських поселенців, Джексон закликав сили, що складаються з міліції, регулярних військ армії США і загонів дружніх індіанців, до відплати. Крики були розбиті 1814 року у битві при Хоршо-Бенд і за результатами Договору Форта-Джексон уступили свої землі в Джорджії і Алабамі уряду США, відкривши тим самим велику територію для білих поселенців. Ставши генералом, Джексон здобув найбільшу військову славу в битві за Новий Орлеан, що пройшла 8 січня 1815 року. Його перемога над англійцями закінчила війну 1812 року, після якої США і Велика Британія підписали мирний договір. Досягнення укладення договору зробило Джексона національним героєм, обдарованим великою увагою громадськості, проклавши йому шлях для обрання на пост сьомого президента США тринадцять років по тому, який він займав два терміни — у період з 1829 до 1837 року. Після закінчення повноважень Джексон повернувся в «Ермітаж», де і помер 8 червня 1845 року від хвороб у віці 78 років.

## Історія
Створення пам'ятника Джексону в столиці США стало безпосереднім вираженням реакції країни на смерть «старого гікорі», якого вважали, поряд з Томасом Джефферсоном, засновником Демократичної партії. У липні 1845 року редактор журналу «United States Magazine and Democratic Review» Джон О'Салліван із Нью-Йорка закликав своїх читачів підписуватися на його видання, щоб зібрати гроші на статую. 10 вересня О'Салліван і державний секретар Джеймс Б'юкенен зустрілися з президентом США Джеймсом Полком, прозваним «молодим гікорі», оскільки він був протеже Джексона, обраним їм в кандидати від Демократичної партії на президентських виборах 1844 року. Вони попросили Полка приєднатися до комітету зі збору коштів для пам'ятника, але він відмовився, однак зголосився очолити підписаний список. У вересні 1845 року на нараді в Аполло-холі у Вашингтоні був заснований Комітет щодо пам'ятника Джексону, який мав на меті збір коштів для зведення кінної статуї, що підкреслює не політичну кар'єру Джексона, а військові заслуги. У число членів комітету увійшли колишній представник від Нью-Йорка і колишній мер Вашингтона Джон Пітер Ван Несс, син архітектора Білого дому Джеймс Хобан-молодший, генеральний поштмейстер Кейв Джонсон, комісар громадських будівель і видатний масон Бенджамін Френч.
1846 року редактор видання «Nashville Union» Єремія Харріс написав американському скульптору Хірама Пауерсу в Італію з метою дізнатися про вартість бронзової кінної статуї, і він оцінив роботи приблизно в 30 тисяч доларів США, включивши туди вартість лиття, належну на половину суми. Він намагався отримати замовлення на пам'ятник через свого агента і художника з Цинциннаті Мінера Кілбурн Келлогга, в той же самий час написав портрет Джексона, що був керівником американського турне скульптури «Грецька рабиня», яка зробила ім'я Пауерса відомим. Келлогг повідомив комітету, що Пауерсу не потрібно надавати модель, тому що його роботи і так відомі. Однак у квітні 1847 р. комітет попросив архітектора Роберта Міллса, який розробив кілька важливих суспільних будівель у Вашингтоні, представити план майбутнього пам'ятника. Його проєкт містив 130-метрову тріумфальну арку, на вершині якої повинна була підійматися статуя Джексона в повний зріст, проте цей план був відкинутий через його високу вартість.

«Генерал Ендрю Джексон. Герой Нового Орлеана. 1815 ». Літографія Джеймса Бейлі, 1840-ві роки.

Потім, зовсім випадково, 1847 року на одній із вечер у Вашингтоні, член комітету Кейв Джонсон зустрівся з молодим, але відомим скульптором-самоучкою Кларком Міллсом, який навчався в Італії, і запропонував йому створити свою модель пам'ятника для розгляду комітетом. Після цієї пропозиції Міллс виїхав до Європи, де цілими днями працював над створенням статуї Джексона, ліпив його з портретів сучасників і запозичив як зразок військову форму генерала, сідло і вуздечку його коня в патентному бюро, де вони зберігалися як реліквії. Прочитавши біографію Джексона, він дізнався, що його коня звали «Герцог», і Міллс ліпив його зі свого коня під ім'ям «Олімп», якого «поставив на диби на задні ноги в процесі моделювання», маючи у своєму розпорядженні копії ливарних форм з Європи, а також вивчивши анатомію різних порід коней і навіть займаючись препарування. Через вісім місяців, у березні 1848 року, Міллс виграв конкурс і отримав від комітету 12 тисяч доларів на створення пам'ятника. Багато хто скептично поставився до цього рішення, оскільки скульптор ніколи не бачив раніше ніяких кінних статуй. 1849 року, щоб повністю зосередитися на роботі, Міллс залишив дружину і чотирьох синів у Чарлстоні, переїхав до столиці і побудував дерев'яну студію з піччю неподалік від проєктованого розташування пам'ятника, на розі 15-ї вулиці і Пенсильванія-авеню, де зараз стоїть статуя Шермана. За наявними напрацюваннями до грудня 1849 року завершив повнорозмірну гіпсову модель коня. Ознайомившись з літературою, присвяченою литтю з бронзи, Міллс почав експериментувати. Він розплавив у своїй студії в червні 1850 року зо два бронзові дзвони, а потім і кілька старих гармат, виділених урядом. До серпня 1851 року завершив лиття фігури Джексона, проте при спробі підняти статую коня краном вибухнула піч. Попри невдачі, у січні 1852 року Міллс, використавши п'ятнадцять тонн бронзи. Спорудження статуї було подією національного значення, оскільки вона стала першою кінною скульптурою, відлитою в США, а також першим пам'ятником, який демонстрував коня, що збалансовано стоїть тільки задніх ногах, до того ж що навіть Леонардо да Вінчі в розв'язанні цього завдання не вдалося домогтися успіху.
Урочисте відкриття пам'ятника відбулося 8 січня 1853 року, у день 38-ї річниці битви за Новий Орлеан, у присутності президента США Мілларда Філлмора, його кабінету, членів Конгресу, службовців армії і флоту. У не по-зимовому ясний день процесія на чолі з членом Палати представників від Меріленду Джорджем Хьюзом, головнокомандувачем армії США Вінфілд Скотт, сенатором від Іллінойсу Стівеном Дугласом і іншими відомими особами пройшла по Пенсильванія-авеню від Сіті-холу  до Лафаєт-скверу. Під артилерійські залпи золотим конфеті повз трибуни пройшли представники всіх родів військ, члени Демократичних асоціацій Вашингтона, Джорджтауна й Олександрії, а також делегати з Балтімора, після чого капелан Сенату преподобний Клемент Батлер відкрив церемонію. З промовою виступив сенатор Стівен Дуглас, а потім під овації присутніх був представлений скульптор Кларк Міллс, який не міг стримувати емоції і просто вказав на статую та зірвав з неї покривало. Капелан Палати представників преподобний Джеймс Галлахер оголосив церемонію закритою і під крики «ура» громадяни зупинялися біля статуї, «захоплюючись незрівнянною роботою, виліпленою руками людини з народу».
Конгрес заплатив 8 тисяч доларів за п'єдестал статуї і виплатив 20 тисяч особисто Міллсу, тому що раніше видані 12 тисяч покрили тільки вартість лиття, після чого уряд США затвердив право власності на роботу. З нагоди відкриття пам'ятника, 1855 року на ливарному заводі «Cornelius & Baker» у Філадельфії були відлиті моделі статуї Джексона, деякі з них зараз зберігаються в Смітсонівському музеї американського мистецтва, будівлі Скарбниці, Історичного товариства Мериленду в Балтиморі, залу історії в Ролі та Історичної колекції Нового Орлеана. Згодом Міллс створив дві репліки статуї Джексона — одну для Джексон-скверу в Новому Орлеані (1856 рік) і другу для Капітолія штату Теннессі в Нашвіллі (1880 рік), а третя була встановлена через століття в центрі Джексонвілл (1987 рік). Хоч Міллс і виконав багато інших робіт, статую Джексона і досі вважають його найкращим досягненням.

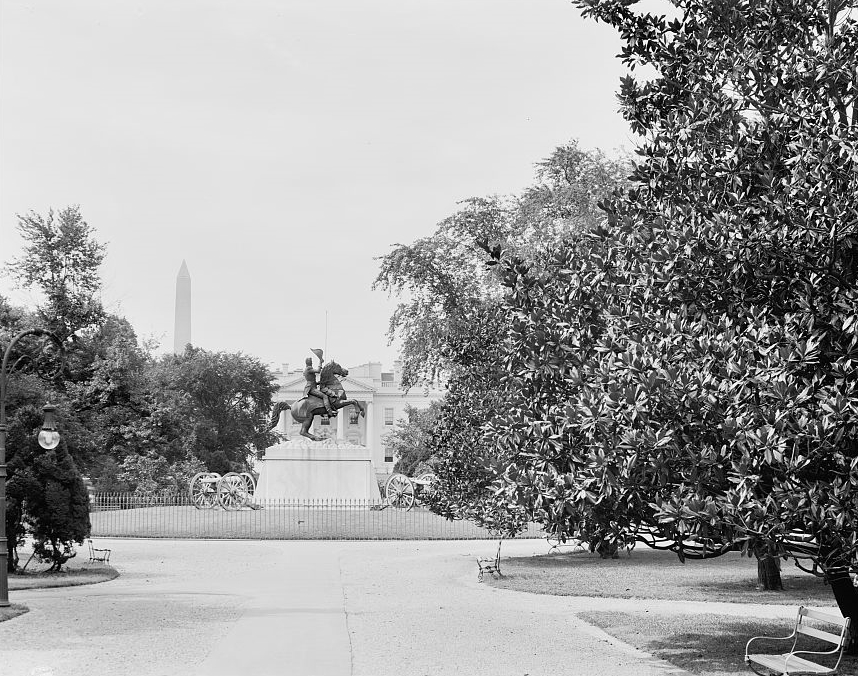
Статуя Джексона у Лафаєт-сквер, 1910

1872 року із західної та східної сторін статуї Джексона в центрі невеликих квітників були встановлені військово-морські урни, які були копіями ваз Медічі та відлиті в печах роботи німецького іммігранта Адольфа Клусса на вашингтонській верфі за вказівкою секретаря флоту Джорджа Робесона. Вони розташовувалися на квадратних гранітних підставках і були прикрашені з боків алегоричними фігурами в класичному стилі. 1879 року урни були оснащені металевими вазами, в які були посаджені квіти. Під час реконструкції парку в 1936 році вони були перенесені на Медісон-плейс і Джексон-плейс.
1909 року на постаменті пам'ятника були вибиті меморіальні написи. У період з 1920 до 1940 року багато жителів Вашингтона намагалися переконати Комісію з образотворчих мистецтв перенести статую Джексона на місце, де зараз стоїть «Вашингтон», але секретар комісії Чарльз Мур наполягав, що вона повинна залишатися на місці з історичних причин, поклавши край 1935 року навіть зусиллям президента США Франкліна Рузвельта з цього питання. 1993 року пам'ятник був описаний «Save Outdoor Sculpture!». 2 липня 2013 року статуя Джексона відзначила 160-річчя.

## Розташування
Лафаєт-сквер створений 1821 року як частина Президентського парку і 1824 року названий на честь першого іноземного гостя президента США - маркіза Лафаєта - французького учасника війни за незалежність США. Займаючи площу в сім акрів, Лафаєт-сквер розташований в однойменному історичному районі на північ від Білого дому на Х-стріт між 15-й і 17-ми вулицями, у Пенсильванія-авеню, Медісон-плейс і Джексон-плейс, поруч зі станцією метро «Мак-Ферсон-сквер» на північному заході міста Вашингтон.
Статуя Джексона стоїть у центрі Лафаєт-сквер обличчям на захід, вона є його головною визначною пам'яткою і найбільш пізнаваною скульптурою країни, при тому що по кутах парку є пам'ятники героям революційної війни: французькому генерал-майору Жільбер де Лафаєту (1891 рік, південний схід), французькому генерал-майора Жану де Рошамбо (1902 рік, південний захід), прусському генерал-майору Фрідріху Вільгельму фон Штойбену (1910 рік, північний захід), польському бригадному генералу Тадеушу Костюшку (1910 рік, північний схід).

## Архітектура

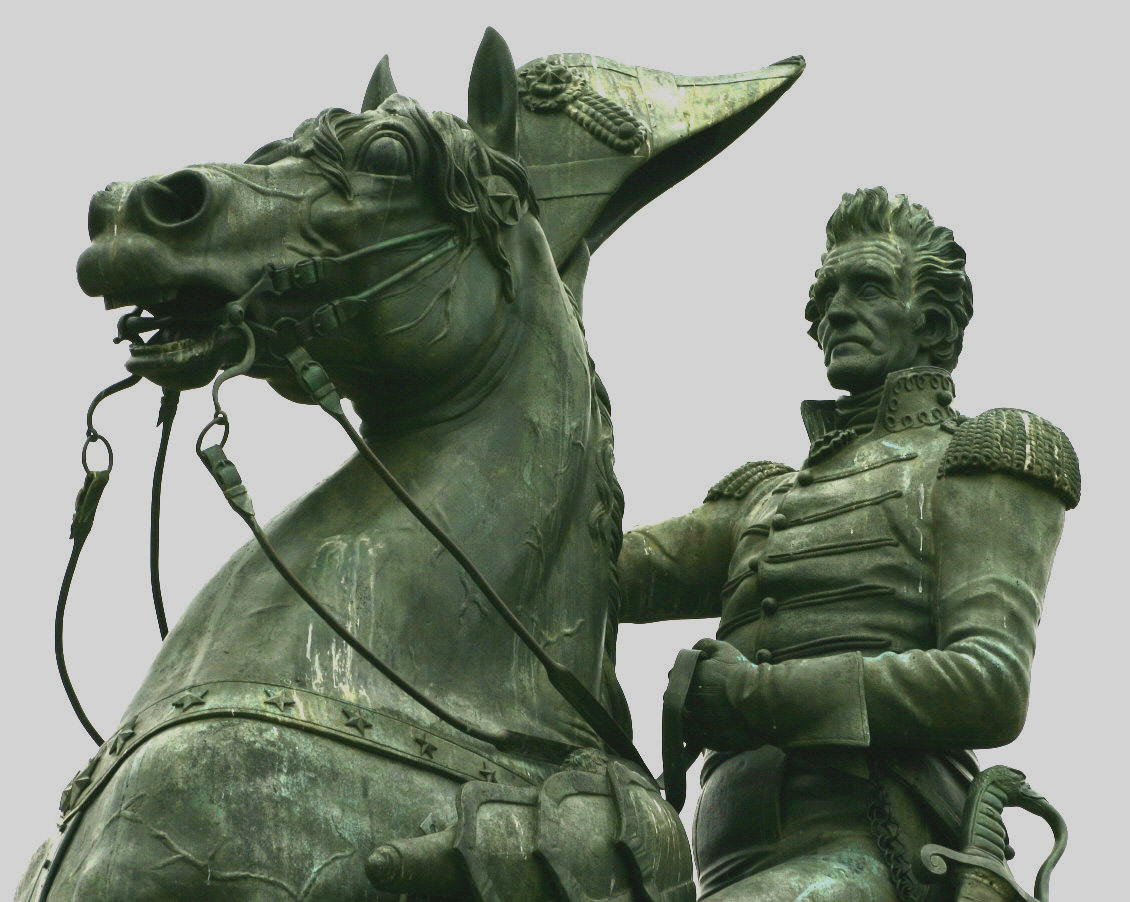
Джексон на коні.

Пам'ятник являє собою бронзову кінну статую Ендрю Джексона незадовго до битви за Новий Орлеан. Сидячи на здибленому коні, Джексон тримає в лівій руці віжки, а правою знімає з голови капелюх, щоб привітати свої війська. Скульптура розташована на трапецієподібній основі з мармуру. Розміри статуї становлять 9 на 12 футів, а постаменту — 18 на 16,5 при діаметрі в 9,75 фута.
|  |  |

Архітектурний ансамбль пам'ятника, що стоїть на овальному газоні, доповнений декоративною огорожею з кованого заліза висотою в 4,5 фути, кожна стійка якого прикрашена орнаментом і має навершя у вигляді списа.

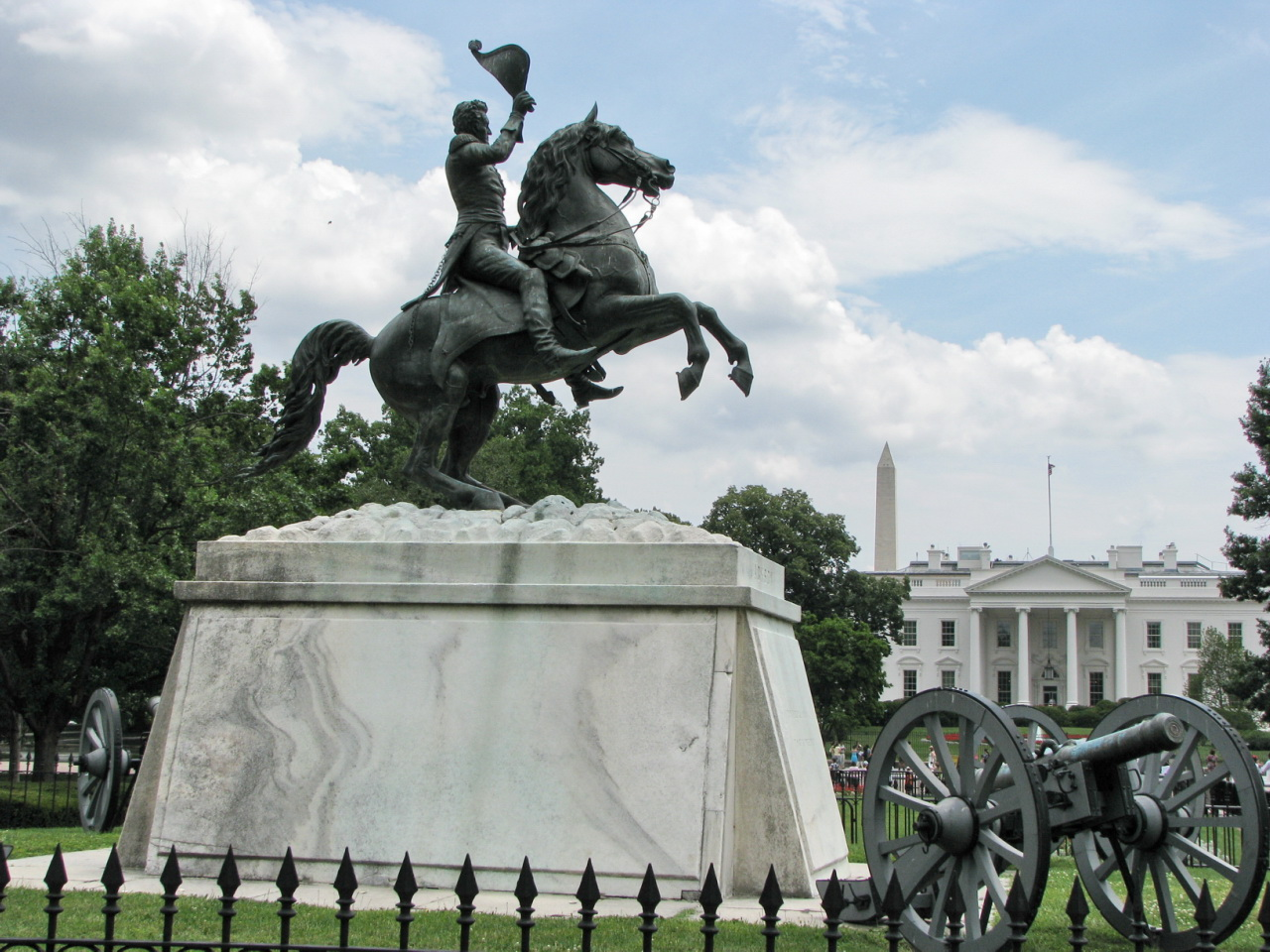
Пам'яток Джексону на тлі Білого дому.

По кутах основи стоять чотири гармати, передані Джексону після битви при Пенсаколе, 28 травня 1818 року. Всі вони були відлиті Йосипом Барнолой на Іспанському королівському заводі в Мадриді: дві на північній стороні — 1748 року і названі на честь вестготських королів Вітіци і Егікі, а дві на північній - 1773 року за іменами грецьких богів Аполлона і Аристея. Кожна гармата, вагою по 300 фунтів, разом з дерев'яним лафетом важить приблизно 870 фунтів. Дві гармати 1748 року мають довжину 64 дюйми, а дві 1773 року — 70 дюймів. На дулі гармати «Аполлон» викарбувано напис про передачу гармат Джексону. На гарматах також є латинський напис «Violati Regis Fulmina», яку один конгресмен переклав як «грім непереможного короля», запропонувавши під час проєктування статуї розмістити деталі гармат на постаменті пам'ятника, щоб показати, «якими нешкідливими є блискавки царів, кинуті на людей, чия залізна броня патріотизму надихає Республіку », проте скульптор Міллс виявив, що в бронзі гармат міститься занадто багато олова, внаслідок чого вони є непридатними для переплавлення в статую. Гармати були відкриті в той же день, що і пам'ятник, а згодом, перед Першою світовою війною, їхні дула були запечатані.